# Eric Loeppky
Eric Loeppky (ur. 1 sierpnia 1998 w Steinbach) – kanadyjski siatkarz, grający na pozycji przyjmującego, reprezentant Kanady. 
Jego żoną jest amerykańska siatkarka Samantha Seliger-Swenson.

## Sukcesy klubowe
U Sports Championship:
- 2017
- 2018

Puchar Challenge:
- 2024[5], 2025[6]

Liga włoska:
- 2024[7], 2025[8]

Puchar Włoch:
- 2025[9]

## Sukcesy reprezentacyjne
Mistrzostwa Ameryki Północnej, Środkowej i Karaibów Juniorów:
- 2016

Puchar Panamerykański Juniorów:
- 2017[10][11]

Mistrzostwa Ameryki Północnej, Środkowej i Karaibów:
- 2023[12]

## Nagrody indywidualne
- 2017: Najlepszy punktujący Pucharu Panamerykańskiego Juniorów